# Аркажский монастырь
Аркажский Успения Пресвятой Богородицы монастырь (Аркадиевский, Аркадьевский) — один из самых важных средневековых монастырей Великого Новгорода. Он располагался примерно в 3 км к югу от города, к западу от Юрьева монастыря. Церковь Благовещения в Аркажах, которая видна сейчас на дороге к Юрьеву монастырю, не входила в состав Аркажского монастыря. Остатки стен средневекового Аркажского монастыря были вскрыты  в 1961 году бульдозером при планировании территории в ходе строительства взлётной полосы   гражданского аэропорта и тогда же были частично исследованы советскими археологами .  
При исследовании кладбища монастыря в двух саркофагах ладьевидного типа были обнаружены тела в неканоническом для христианского захоронения положении - костяки лежали один на левом, а другой на правом боку, руки и ноги умерших находились в согнутом состоянии. Дата погребений — XIV-XV вв.
1963 Новгородскому музею-заповеднику поручили разработать проект музеефикации церковных руин для включения их в объекты туристского показа в составе парка 1100-летия Новгорода. Эта парковая зона, включающая Музей деревянного зодчества, должна была слиться с Центральным парком культуры и отдыха, который проектировался между Юрьевым монастырем и Новгородским кремлем и частично был заложен в 1960 годы напротив аэропорта.
Принятое в 1962 г. решение государственных органов охраны памятников о консервации и музеефикации вскрытых остатков монастыря не было осуществлено.
В 2010 году, распоряжением губернатора,  под предлогом того что городу нужно развиваться, территория аэропорта была передана под строительство жилого микрорайона. «Аркажская слобода» может стать одним из самых престижных микрорайонов в Великом Новгороде. .. Я думаю, что лет через двадцать на это жилье будет очередь как в советские времена за «докторской» колбасой.», - заявлял заместитель губернатора.
В ходе начавшегося после 2010 года хозяйственного освоения бывшей территории аэропорта в результате подрезки грунта была уничтожена северная часть памятника. В апреле-мае 2022 года  была продолжена археологическая разведка на данных земельных участках. Археологические разведки включали визуальное обследование, сквозной поиск подъёмного материала (фрагментов костей, керамики, кремневых отщепов и прочего), фотофиксацию, а также шурфовку (41 шурф общей площадью 44 квадратных метра) и зачистку двух обнажений грунта. 
Данный объект археологического наследия представляет интерес для материальной культуры и системы расселения на Северо-Западе России в эпохе средневековья. В итоге экспертиза дала положительное заключение только для части земельных участков. Для участков, где располагались поселение «Аркажская слобода» и Успенский Аркажский монастырь, дано отрицательное заключение .

## История
Монастырь был основан в 1153 году игуменом Аркадием, ставшим впоследствии епископом Новгородским. Первоначально была построена деревянная церковь Успения Пресвятой Богородицы, а в 1188 году был заложен и в 1189 году освящён архиепископом Новгородским Григорием каменный храм в честь Успения Пресвятой Богородицы. Монастырь пользовался попечением многих бояр, в том числе ряда посадников. В 1206 году посадник Твердислав Михалкович — сын Михалка Степанича (старшего) — построил надвратный каменный храм Симеона Столпника; в 1395 году новгородец Исаак Онцифорович возвёл в камне храм в честь Собора архистратига Михаила￼￼; в 1407 году посадником Юрием Дмитриевичем и его двоюродным братом Яковом — также потомками Михалка Степанича — построен храм в честь Чуда архистратига Михаила в Хонех.
В 1206 году посадник Михалко Степанич (старший) перед своей кончиной принял в Аркажском монастыре монашеский постриг с именем Митрофан; там же и был похоронен. Его сын Твердислав в 1222 году также был пострижен в монахи в этом монастыре.
В 1764 году Аркажский монастырь был упразднён. После этого Успенская церковь около ста лет была приходской; была разобрана в 1860-х годах.